# Giovanni Felice Sances
Giovanni Felice Sances o Sanci (Roma, 1600 circa – Vienna, 24 novembre 1679) è stato un compositore italiano del periodo barocco ed il primo ad aver introdotto la cantata nella prima metà del XVII secolo.

## Biografia
Giovanni Felice Sances nacque a Roma nel 1600 e incominciò a studiare musica tra il 1609 ed il 1614 presso il Collegio Tedesco a Roma.
Dal 1636 fu tenore nella cappella dell'imperatore Ferdinando II d'Asburgo, e continuò a servire presso la corte imperiale sotto gli imperatori Ferdinando III e Leopoldo I.
La sua opera Ermiona con il libretto di Pio Enea II Obizzi ebbe la prima assoluta nel 1636 a Padova e I trionfi d'amore nel 1648.
Nel 1649 Sances fu nominato vice-maestro di cappella.
Nel 1662 Mercurio esploratore con il libretto di Aurelio Amalteo e Giacinto Andrea Cicognini ebbe la prima assoluta a Hofburg e La Roselmina fatta canara in Vienna, il 23 aprile 1666 l'oratorio Le lagrime di San Pietro con il libretto di Francesco Sbarra a Hofburg e nel 1669 Apollo deluso con il libretto di Antonio Draghi e La morte debellata con il libretto di Draghi.
Nel 1669 fu invece rinominato maestro dell'imperial cappella succedendo ad Antonio Bertali. 
Questa carica la manterrà fino alla sua morte avvenuta probabilmente a Vienna nel 1679.
Nel 1670 Aristomene Messenio e Le sette consolationi di Maria Vergine per la morte di Christo il 4 aprile con il libretto di Nicolò Minato ebbero la prima assoluta a Vienna e nel 1672 Il paradiso aperto per la morte di Christo con il libretto di Minato a Vienna.

## Composizioni vocali
- Mottetti a una, due, tre e quattro voci (1638)
- Varie messe a una, o più voci
- Numerose cantate profane e sacre
- Stabat Mater

## Discografia
- Dulcis amor Iesu. Scherzi Musicali con Nicolas Achten. 2010, Ricercar RIC 292